# Parafia Matki Bożej Kodeńskiej w Pilawie
Parafia pw. Matki Bożej Kodeńskiej w Pilawie – parafia rzymskokatolicka należąca do dekanatu osieckiego. Została erygowana 8 grudnia 1981 roku przez biskupa siedleckiego Jana Mazura. Odpust parafialny: ostatnia niedziela maja, Święto Nawiedzenia NMP.
W zasięgu parafii znajduje się miasto Pilawa i wieś Lipówki – ulica Graniczna. Liczy 4200 parafian. Księgi parafialne są prowadzone od 1981 r. Cmentarz grzebalny znajduje się 1,5 km od kościoła.  
Pierwszym proboszczem w latach 1981–1989 został ks. Józef Rącz, następnie w latach 1989–2004 ks. Kazimierz Zdunek, w latach 2004–2012 ks. Antoni Sulich, a obecnym proboszczem od 24 lipca 2012 roku jest ks. kan. Andrzej Banasiuk. W parafii działa szereg kółek różańcowych męskich i żeńskich, grupa ministrantów i lektorów, Apostolat Złotej Róży, Wspólnota św. o. Pio, schola dziecięca, chór młodzieżowy, Katolickie Stowarzyszenie Młodzieży oraz Stowarzyszenie Harcerstwa Katolickiego „Zawisza” Federacja Skautingu Europejskiego.
Przez lata Pilawa należała do parafii Osieck, skąd w latach 30. XX wieku przeszła w skład parafii Trąbki, by ostatecznie założyć własną wspólnotę parafialną. 

## Kościół
Murowany kościół wybudowany został w latach 1979–1981 staraniem proboszcza parafii św. Józefa w Trąbkach ks. Franciszka Geniusza. Styl kościoła jest nowoczesny, fasada dekorowana metodą sgraffito przedstawia Matkę Bożą Kodeńską i dwa anioły. Wnętrze budynku podzielone jest dwoma parami filarów na trzy nawy oraz prezbiterium. Stół ołtarzowy, nastawa oraz obudowa ołtarzy wyłożone są marmurem. Chór muzyczny z organami nad wejściem głównym wspiera się na dwóch filarach. W dzwonnicy znajdują się trzy dzwony. 

### Wyposażenie kościoła
W ołtarzu głównym znajduje się kopia obrazu Matki Bożej Kodeńskiej, obok tablice z zawieszonymi wotami. W lewej nawie znajduje się krucyfiks. Po prawej stronie znajduje się Kaplica Miłosierdzia Bożego poświęcona przez bpa Kazimierza Gurdę w 2017 roku. W kaplicy zainstalowane są relikwie m.in. św. s. Faustyny Kowalskiej, św. o. Pio i św. Jana Pawła II. Znajduje się tam obraz Jezusa Miłosiernego, 10 ławek, mały drewniany ołtarz i dwa zamykane konfesjonały. Na bocznych i tylnych ścianach kościoła pojawia się 14 stacji drogi krzyżowych wykonanych w formie płaskorzeźb. Została ona ustanowiona przez bpa Grzegorza Suchodolskiego w 2022 roku. W takim samym stylu ozdobione są filary na wysokości chóru, gdzie ukazani są aniołowie z instrumentami muzycznymi, oraz filary w głównej nawie kościoła, gdzie ukazani są czterej Ewangeliści. W dwunastu oknach umieszczone są witraże. Ich tematyka obejmuje: strona lewa: Boże Miłosierdzie, św. o. Pio, Boże Narodzenie, św. Józef, św. Piotr, kłosy – symbol Chleba Eucharystycznego; strona prawa: Jan Paweł II i Prymas Stefan Wyszyński, św. O. Kolbe, śmierć Pana Jezusa, św. Antoni, św. Paweł, winogrona – symbol Krwi Pańskiej. W nawach ustawiono 44 dębowe ławki, 6 konfesjonałów i 4 klęczniki.
Ponadto w kościele znajdują się: figura św. Antoniego Padewskiego, obrazy Jana Pawła II i Benedykta XVI, dwie tablice poświęcone żołnierzom AK i mieszkańcom Pilawy poległym w czasie II wojny światowej. W nawie głównej zawieszone są dwa duże żyrandole-pająki, a w nawach bocznych po 6 mniejszych. W kruchcie mieszczą się: krucyfiks, list z osobistym błogosławieństwem papieża Jana Pawła II skierowany do parafian i obraz Czarnej Madonny oraz tablica pamiątkowa poświęcona budowniczemu kościoła.

## Proboszczowie
- ks. Józef Rącz (1981–1989)
- ks. Kazimierz Zdunek (1989–2004)
- ks. Antoni Sulich (2004–2012)
- ks. Andrzej Banasiuk (od 2012)